# آبشار ایلیا مورومتس
آبشار ایلیا مورومتس (به لاتین: Ilya Muromets Waterfall) یک آبشار در روسیه است که در Kurilsky District واقع شده‌است.